# Родогайс

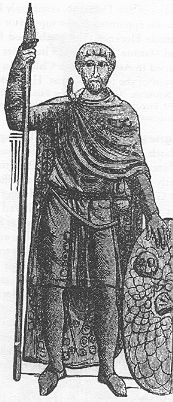

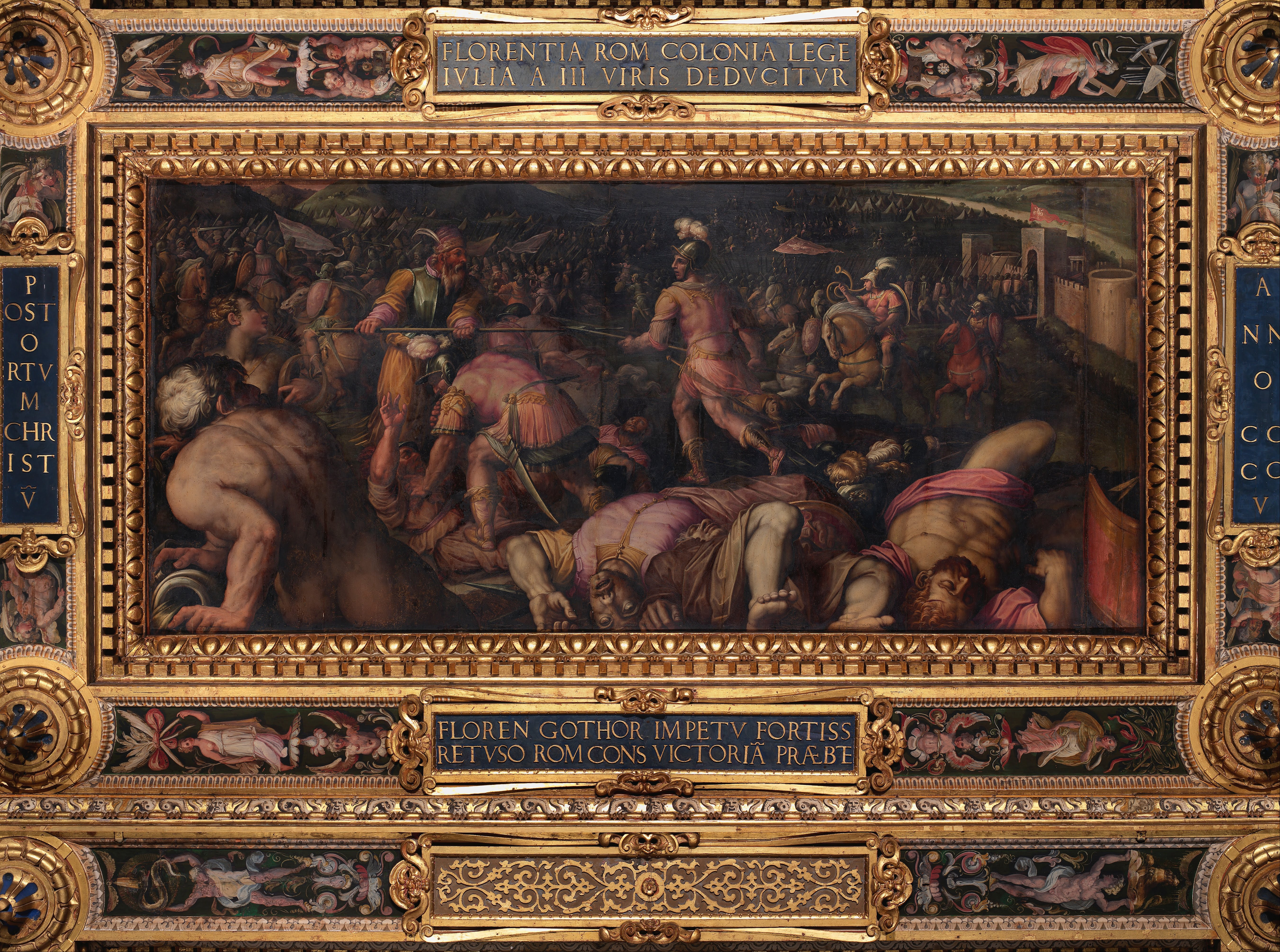
Джорджо Вазарі «Перемога над Радагайсом поблизу Ф'єзоле», 1563-1565 рр.

Радагайс або Родогайс (лат. Radagaisus, грец. Ροδογαισοζ) — варварський вождь (в деяких джерелах — готський король), який вторгся на чолі величезного війська в північну Італію 405 року. За походженням можливо гревтунг, скит або ант.
Близько Флоренції варвари були оточені римськими військами і після нетривалої блокади здалися в полон. Радагайс був страчений у серпні 406 року. Найбільш подібно і точно про вторгнення Радагайса розповів його сучасник Павло Орозій.

## Вождь варварів
Ісидор Севільський згадує ім'я Радагайса під 399 роком, коли за його словами готи розділили своє королівство на 2 частини між вождями Радагайсом і Аларіхом І. Проспер Аквітанський пише про вторгнення до Італії під проводом Радагайса і Аларіха в 400 році. Так як повідомлення Ісидора і Проспера суперечить досить докладним відомостями більш ранніх істориків, то зазвичай перша поява імені Радагайса в історії відноситься до 405 року.
У цей рік велике варварське військо увірвалося через Альпи на північ Італії. Римський полководець Стіліхон, спільно з військом гунів під проводом князя Улдіни, вступив в бій, коли варвари обложили Флоренцію. Йому вдалося відкинути їх на кілька кілометрів від міста до скелястих висот Ф'єзоле, де вони зайняли неприступну позицію. Стіліхон оточив висоти лінією укріплень. Зморені голодом і спрагою варвари вступили в бій, але були відкинуті назад. Тоді Радагайс капітулював на умові збереження йому життя.
Більшу частину варварів Стіліхон продав як рабів (більшість з них померло незабаром від виснаження і хвороб), за словами Орозія «кількість полонених була настільки велика, що натовпи людей продавали всюди як найдешевшу худобу, по одному золотому за кожного» .
12 тисяч найкращих готських воїнів Стіліхон включив в свою гвардію.
Сам Радагайс був страчений у серпні 406 року. Історик Августин Аврелій стверджує, що загинули також й сини Родогайса. Візантійський історик Марцелин Комес у своїй хроніці винуватцем страти Радагайса, що здався під клятву Стіліхона зберегти йому життя, називає готського вождя Сара.

## Етнічна приналежність Радагайса
Сучасники навали Радагайса (Павло Орозій, Олімпіодор, Августин, Проспер Аквітанський, Гальська хроніка 452 року) не називають його етнічну належність, але відзначають, що під його керівництвом перебували готи. Орозій, щоб підкреслити дикість Радагайса в порівнянні з добре відомими готами Аларіха, називає першого скіфом, підкреслюючи в контексті не стільки етнічну належність, скільки ступінь варварства. Пізніші історики повторюють Орозія вже без його контексту, просто називаючи Радагайса скіфом.
Історики проектують етнонім «скіфи» на ті племена, що проживали в північному Причорномор'ї і Прикарпатті. Однак до кінця IV століття готські племена розділилися на вестготів, які перейшли в Мезію і Фракію, і остготів, що залишилися на північ від Дунаю.
Історик XVIII століття Едуард Гібон у своїй популярної «Історії занепаду і падіння Римської імперії» пов'язує ім'я Радагайса з ім'ям одного з слов'янських богів Радегаста, відомого за свідченнями XI століття. Тому є припущення про походження Родогайса з вождів слов'ян-антів. Історик 1-ї половини XX століття Джон Багнелл Б'юрі вважає, що Радагайсом привів одноплемінників з берегів Дністра.